# 빌 브라이슨
윌리엄 맥과이어 "빌" 브라이슨(William McGuire "Bill" Bryson, 1951년 12월 8일 ~ )은 미국의 작가로, 주로 여행과 영어에 관한 글을 남겼다.
2005년부터 2011년까지 더럼 대학교 총장을 지냈다.

## 저서목록

### 여행/회고

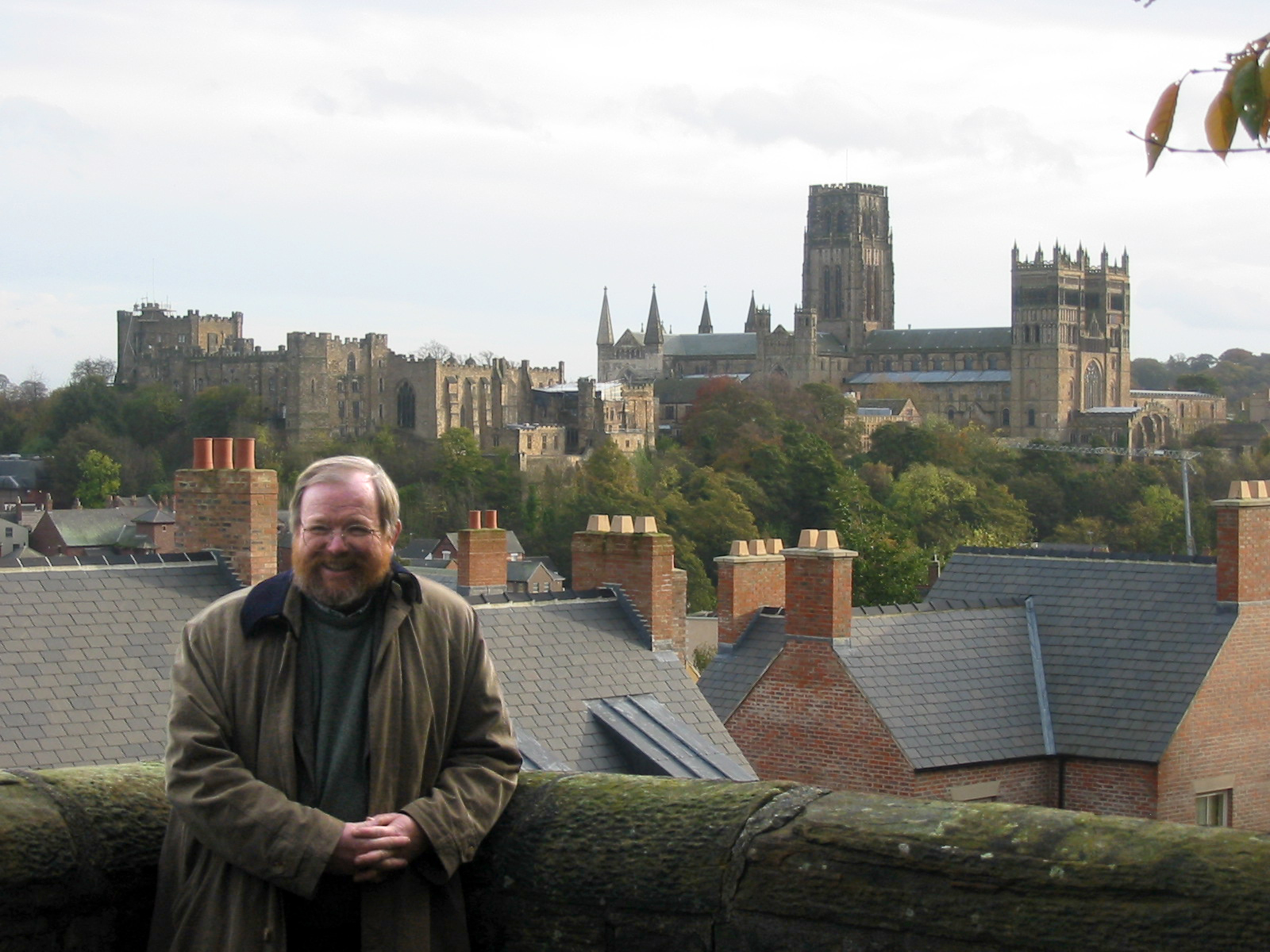
더럼 대학교와 더럼 대성당 앞에서 (2005년)

- The Palace Under the Alps and Over 200 Other Unusual, Unspoiled, and Infrequently Visited Spots in 16 European Countries (1985)
- 빌 브라이슨 발칙한 미국횡단기(2009), 권상미 역 ISBN 89-509-2084-0
  - The Lost Continent: Travels in Small-Town America (1989)
- 빌 브라이슨 발칙한 유럽산책(2008), 권상미 역 ISBN 89-509-1361-5
  - Neither Here Nor There: Travels in Europe (1991)
- 빌 브라이슨 발칙한 영국산책(2009), 김지현 역 ISBN 89-509-1926-5
  - Notes from a Small Island (1995)
- 나를 부르는 숲(2008), 홍은택 역 ISBN 89-7090-556-1
  - A Walk in the Woods: Rediscovering America on the Appalachian Trail (1998)
- 빌 브라이슨 발칙한 미국학(2009), 박상은 역 ISBN 89-509-1736-X (미국인의 미국적응기)
  - Notes from a Big Country (UK) (1998) / I'm a Stranger Here Myself (US) (1999)
- 빌 브라이슨의 대단한 호주 여행기, 이미숙 역
  - Down Under (UK) / In a Sunburned Country (US) (2000) (호주 여행기)
- 빌 브라이슨의 아프리카 다이어리(2008), 김소정 역 ISBN 89-509-1553-7
  - Bill Bryson's African Diary (2002)
- 빌 브라이슨 발칙한 미국 산책(2011) / 빌 브라이슨의 재밌는 세상(2008), 강주헌 역 ISBN 89-92355-28-9
  - The Life and Times of the Thunderbolt Kid (2006)

### 언어/문학
- The Penguin Dictionary of Troublesome Words (1984)
  - Bryson's Dictionary of Troublesome Words (2002)
- 빌 브라이슨의 유쾌한 영어 수다(2013), 박중서 역 [[{{ISBN|89-586-2587-2}}]]
  - The Mother Tongue: English and How it Got That Way (1990)

- Journeys in English (2004) (모국어를 바탕으로 한 다큐멘터리 북)

- 빌 브라이슨 발칙한 영어 산책(2009), 정경옥 역 ISBN 89-522-1106-5
  - Made in America: An Informal History of the English Language in the United States (1994)
- 빌 브라이슨의 세익스피어 순례(2009), 황의방 역, ISBN 89-7291-468-1
  - Shakespeare: The World as Stage (2007)
- Bryson's Dictionary for Writers and Editors (2008)

### 과학/역사
- 거의 모든 것의 역사(2003), 이덕환 역 ISBN 89-7291-364-2
  - A Short History of Nearly Everything (2003)
- 그림으로 보는 거의 모든 것의 역사(2009), 이덕환 역
  - A Really Short History of Nearly Everything (2008)
- 거인들의 생각과 힘(2010), 이덕환 역
  - On the Shoulders of Giants (editor - 2009)
- 거의 모든 사생활의 역사(2011), 박중서 역
  - At Home: A Short History of Private Life (2010) Doubleday. ISBN 978-0-385-60827-5

## 서훈
- 2006년 대영 제국 훈장 4등급 명예장(honorary OBE, 외국인대상 정원외)